# Burgstall Lichtenroth
Der vermutlich hochmittelalterliche Burgstall Lichtenroth, auch Lichtenrod genannt, ist eine abgegangene Höhenburg auf einem sich in das Naabtal erstreckenden Felsgrat, der heute als Engelsfels bezeichnet wird. Der Burgstall, heute ein Bodendenkmal, befindet sich zwischen den Orten Pielenhofen und Duggendorf im oberpfälzischen Landkreis Regensburg in Bayern, Deutschland. Die Anlage wird als Bodendenkmal unter der Aktennummer D-3-6937-0058 als „mittelalterlicher Burgstall „Lichtenroth““ geführt.

## Geographische Lage

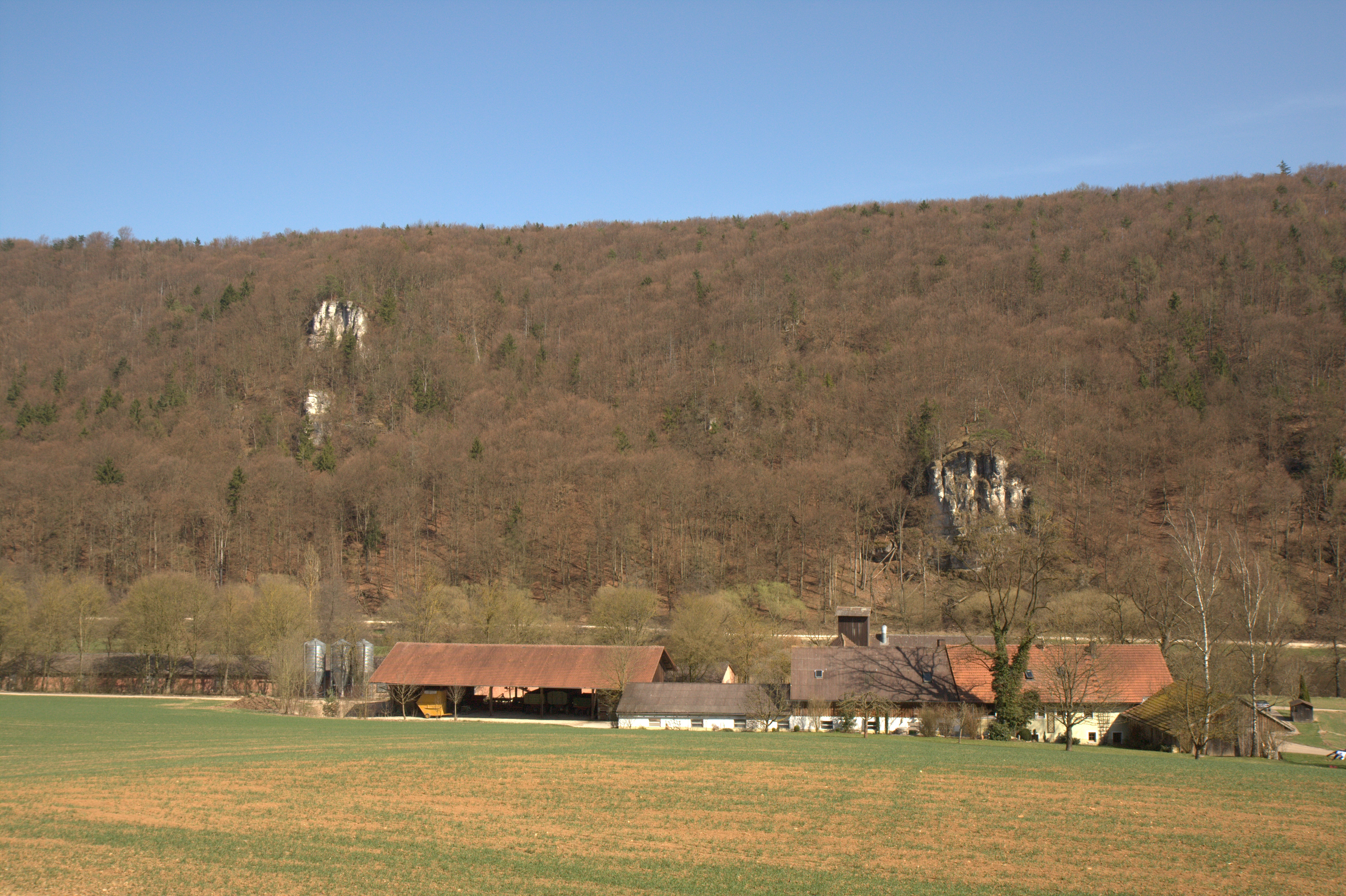
Ansicht des Burgfelsens (Links oben) über dem Naabtal. Im Vordergrund die Einöde Oberfreiung

Die ehemalige Burg liegt am sehr steil abfallenden Osthang des hier tief eingeschnittenen Naabtales zwischen Duggendorf im Norden und Pielenhofen im Süden etwa auf Höhe von Oberfreiung. Der Burgstall befindet sich auf einem in das Tal ragenden Felsgrat in etwa 485 m ü. NN Höhe und damit circa 150 Meter über dem Tal. Die Burgstelle liegt etwa 2.620 Meter nordnordwestlich des Zisterzienserinnenklosters in Pielenhofen, oder 14,5 Kilometer nordwestlich von Regensburg.
In der Nähe befinden sich noch weitere ehemalige mittelalterliche Burgen, nur etwa 6 Kilometer südlich liegt der Burgstall Löweneck über dem Dorf Penk, und 2,5 Kilometer nordöstlich die Burg Wolfsegg im gleichnamigen Ort. 5,4 Kilometer südwestlich liegt die Burgruine Laaber über dem Markt Laaber, und noch einige weitere Burgen im Tal der Schwarzen Laber.

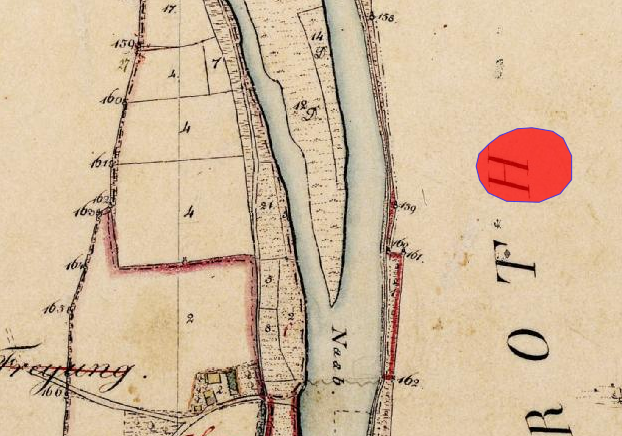
Lageplan des Burgstalls Lichtenroth auf dem Urkataster von Bayern

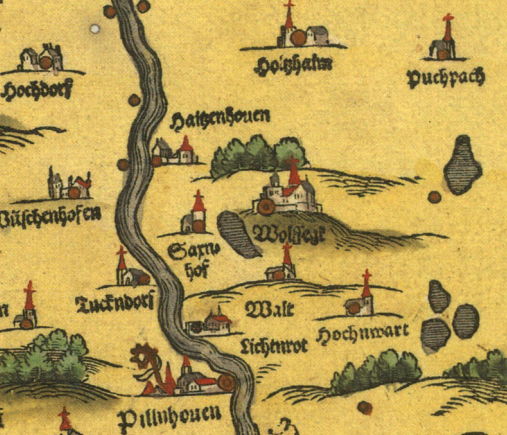
Burgstall Lichtenrot auf der Landkarte des Philipp Apian von 1568

## Geschichte
Die Burg, heute ein obertägig nur noch schwer erkennbarer Burgstall, wurde im 13. Jahrhundert vermutlich zum Schutz der „Oberpfälzer Eisenstraße“ bzw. als Rodungsburg für das Bistum Regensburg erbaut, früh aufgegeben und bereits 1297 als „Burgstall zu Lichtenrode“ erwähnt.
Es ist nicht gesichert, ob die Burg ursprünglich im Besitz des Ritters Ulrich von Pyelnhof, wahrscheinlich ein Vasall des Regensburger Bischofs und der Herren von Laaber, war. Bis 1297 war die Burg im Besitz des Jordan zu Murach und danach im Besitz der Klosterfrauen von Kloster Pielenhofen. Als Siegelzeugen bei der Übergabe traten u. a. „sein Herr Hadmar von Laber, Her Ekhart von Lewenecke“ und Heinrich von Mura(ch) auf. Die Bezeichnung Lichtenrode verweist auf eine Rodungsinsel (eventuell der Bischöfe von Regensburg) im Pielenhofener Forst hin. Um die abgegangene Burg rankt sich auch eine Sage; die Burg wird hier als „altes Haus“, „altes Schloß“ oder das „alte Schloß bei der brennten Felsen“ bezeichnet. Friedrich Panzer bezeichnet den dem Burgplatz südöstlich benachbarten „Hüllgrane“ als „Helgraben“; es findet sich hier auch der Flurname „Brentschlag“ nordöstlich des Engelsfelsens.

## Beschreibung
Die Burg ist heute vollkommen abgegangen, erkennbar ist nur noch der sehr tiefe Halsgraben und einige verfallene Grundmauern.
In der Karte von Philipp Apian ist die eingezeichnete Burg Licht(e)nrot(h) aus dem 13. Jahrhundert auf dem sogenannten Engelsfels (erreichbar über Biersackschlag oder Duggendorf) zu erkennen. Nach seiner Zeichnung bestand diese aus einem Palas und einem damals bereits teils abgetragenen Turm. Heute findet sich hier nur mehr ein Halsgraben, der den ehemaligen Burgplatz geschützt hat; wenige Reste von Bruchsteinen und Mauerbrocken erinnern noch an das abgegangene Bauwerk.

## Sage zum alten Haus (Burgstall Lichtenroth) auf dem Henneberg
„Einem Mädchen, welches sein Weg an dem alten Haus vorbeiführt, wenn es das Mittagessen den Holzhauern zu bringen hatte, begegnete öfter eine weiße Jungfrau mit einem Schlüssel in der Hand; sie weinte und winkte dem Mädchen ihr zu folgen, welches sich aber nicht getraute. Der alte Meyerhofer erzählte, ihm seien um Weihnachten am alten Haus dann drei Schwestern erschienen, welche wie Klosterfrauen gekleidet gewesen seien. Drei Wochen nachher erschien ihm eine Jungfrau mit weißem Tuch auf dem Kopf und schwarzem Kleide, allein, wie die Klosterfrauen sich tragen. Sie rief ihm zu, des andern Mittags 12 Uhr wieder zu kommen. Als der Mann sich einfand, sah er auf einem grünen Platz des alten Schlosses eine Truhe, auf welcher ein schwarzer Hund mit feurigen Augen saß, der einen Schlüssel im Maul hatte. Obgleich ihn die Jungfrau ermahnte, dem Hunde den Schlüssel ohne Furcht aus den Zähnen zu nehmen, so erschrak er doch, und die Truhe versank mit fürchterlichem Knall. Die Jungfrau aber sagte weinend: ‚Nun müssen wir wieder so lange leiden als zuvor ‘.“